# Ľuboš Micheľ
Ľuboš Micheľ (Stropkov, 16 de maio de 1968), é um ex-árbitro de futebol top-level.
Micheľ tornou-se um árbitro da FIFA com 25 anos de idade. Um grande marco em sua carreira foi a arbitragem na Final da Taça UEFA de 2003 entre Porto e Celtic.[carece de fontes?] Ele também apareceu na Copa do Mundo de 2002, na Eurocopa de 2004 com a arbitragem nas quartas-de-final entre a Suécia e a Holanda e na Final da Copa das Confederações FIFA de 2005 no jogo em que o Brasil venceu a Argentina por 4 a 1. Apitou também a final da Liga dos Campeões da UEFA de 2007–08 entre Manchester United e Chelsea.